# Сутланд (Мериленд)
Сутланд (енгл. Suitland) насељено је место без административног статуса у америчкој савезној држави Мериленд.

## Демографија
По попису из 2010. године број становника је 25.825.
| Група             | 2000.    | 2010.          |
| Белци             | 0 (0,0%) | 450 (1,7%)     |
| Афроамериканци    | 0 (0,0%) | 23.746 (91,9%) |
| Азијати           | 0 (0,0%) | 89 (0,3%)      |
| Хиспаноамериканци | 0 (0,0%) | 1.224 (4,7%)   |
| Укупно            | 0        | 25.825         |